# Sockers de San Diego
Maillots
Les Sockers de San Diego (en anglais : San Diego Sockers) sont un ancien club américain de football  basé à San Diego et fondé en 1978. Il a été dissous en 1996.

## Palmarès
- NASL[2] (2) :
  - Champion : 1982 et 1984

- MISL (8) :
  - Champion : 1983, 1985, 1986, 1988, 1989, 1990, 1991 et 1992

## Grands joueurs
- Laurie Abrahams (1984)
- Peter Anderson (1978)
- Ade Coker (1978-79, 1982-87)
- Kevin Crow (1983-1996)
- Leonardo Cuéllar (1979-1981)
- Steve Daley (1984)
- Kazimierz Deyna (1981-87)
- Miguel Julio Garcia (1980-81)
- Gary Heale (1983)
- Brian Joy (1976-78)
- Walker McCall (1979-80)
- Brian McNeill (1983)
- Willman Morcillo (1982-84)
- Guy Newman
- Hugo Sánchez (1979, 1980)
- Momcilo Stojanovic
- George Telfer
- Zoltan Toth (1984-1990)
- Eusébio (1977)
- Derek Trevis (1976)
- Julie Veee (1978-1982, 1981-84, 1985-88)
- Nigel Walker (1982)
- Jean Willrich (1978-1984)